# Erich Walther
Friedrich Erich Walther (5 de agosto de 1903 - 26 de diciembre de 1948) fue un general de paracaidistas alemán durante la II Guerra Mundial. Recibió la Cruz de Caballero de la Cruz de Hierro con Hojas de Roble y Espadas de la Alemania Nazi. Walther comandó la 2ª División de Granaderos Panzer de Paracaidistas Hermann Göring en Prusia Oriental. Fue promovido a Mayor General el 30 de enero de 1945. Walther se rindió al Ejército Rojo el 8 de mayo de 1945. Murió en el Campo Soviético Especial N.º 2 el 26 de diciembre de 1948.

## II Guerra Mundial
Durante la II Guerra Mundial Walther luchó a lo largo de gran parte de Europa como oficial de paracaidistas.
En abril de 1940 participó en la Campaña de Noruega como capitán. En mayo de 1940 Walther participó en el ataque aerotransportado en los Países Bajos y fue promovido al rango de mayor. En mayo de 1941 participó en el ataque aerotransportado sobre la isla de Creta. A partir de septiembre de 1941 Walther luchó en el frente oriental, luchando en las cercanías de Leningrado. En enero de 1942 fue promovido a teniente coronel. En julio de 1943 Walther luchó en la isla de Sicilia, y después en la Italia continental. En septiembre de 1944 Walther se convirtió en comandante de campo, luchando en la región de Arnhem. A finales de septiembre de 1944 se convirtió en comandante en el frente oriental, luchando en Prusia Oriental. En enero de 1945 hasta convertirse en prisionero de guerra soviético el 8 de mayo del mismo año, Walther obtuvo el rango de mayor general.

## Condecoraciones
- Cruz de Hierro (1939) 2ª Clase (18 de abril de 1940) & 1ª Clase (26 de abril de 1940)[1]
- Cruz Alemana en Oro el 31 de marzo de 1942 como Mayor en el I./Fallschirmjäger-Regiment 1[2]
- Cruz de Caballero de la Cruz de Hierro con Hojas de Roble y Espadas
  - Cruz de Caballero el 24 de mayo de 1940 como Mayor y comandante del I./Fallschirmjäger-Regiment 1[3]
  - 411ª Hojas de Roble el 2 de marzo de 1944 como Oberst y comandante del Fallschirmjäger-Regiment 4[3]
  - 131ª Epadas el 1 de febrero de 1945 como Oberst y líder del Fallschirm-Panzergrenadier-Division 2 "Hermann Göring"[3]